# Coupe intercontinentale de futsal automne 1997
Navigation
printemps 1997 1998
L'édition d'automne 1997 de la Coupe intercontinentale de futsal est la deuxième édition de la compétition. Elle voit deux clubs s'affronter du 7 au 9 octobre 1997 à Moscou.
À domicile, le Dina Moscou remporte les trois parties face à l'Inter/Ulbra, premier vainqueur de la compétition quelques mois plus tôt. Les Russes l'emportent d'abord aux tirs au but, puis après prolongation et enfin dans le temps réglementaire sur le troisième match.

## Organisation

### Format
Les deux équipes s'affrontent au meilleur de trois parties à Moscou,.

### Participants
Seulement deux équipes s'affrontent, un représentant européen et un autre sud-américain. Les russes du Dina Moscou, vainqueur de la Coupe d'Europe des champions en mai 1997, reçoivent les Brésiliens de l'Inter/Ulbra basé à Porto Alegre,.

## Compétition
| 7 octobre 1997 | MFK Dina Moscou   | 0 – 0                                                                                       | Inter/Ulbra T |                                                  |
| |                   |                                                                                             |               | Spectateurs : 5 000 Arbitrage : Petsik & Selikov |
| Gorin · Alekberov · Verizhnikov · Yeryomenko · Samokhin                                                                                    | Tirs au but 5 – 4 | Ortiz · Vaguinho · Manoel · Gustavo · Bela ·                                                |               |                                                  |
| Denisov (it) - Yeryomenko, Verižnikov (it), Alekberov (it), Tkachuk (it), Markin (it), Gorin (it), Bely (it), Chugunov (it), Samokhin (it) | Équipes           | Barbosa - Julio, Manoel Tobias, Jorginho, Vaguinho (it), Ortiz, Bela, Luis Claudio, Gustavo |               |                                                  |

| 8 octobre 1997 | MFK Dina Moscou              | 3 – 2                                                                                           | Inter/Ulbra T                 |                                                     |                                                     |
| | Alekberov 36e 45e · Bely 38e | (0-1, 2-2, 3-2)                                                                                 | 12e Manoel Tobias · 38e Ortiz | Spectateurs : 6 500 Arbitrage : Lastrucci & Melotta | Spectateurs : 6 500 Arbitrage : Lastrucci & Melotta |
| Denisov (it) - Verižnikov (it), Alekberov (it), Tkachuk (it), Abyanov (it), Markin (it), Gorin (it), Bely (it), Chugunov (it) | Équipes                      | Barbosa - Julio, Manoel Tobias, Jorginho 28e, Vaguinho (it), Ortiz, Bela, Luis Claudio, Adriano |                               | Spectateurs : 6 500 Arbitrage : Lastrucci & Melotta | Spectateurs : 6 500 Arbitrage : Lastrucci & Melotta |

| 9 octobre 1997 | MFK Dina Moscou                                     | 4 – 2                                                                                     | Inter/Ulbra T                |                                                   |                                                   |
| | Markin 3e · Yeryomenko 27e · Bely 38e · Tkachuk 38e | (1 – 1)                                                                                   | 19e Manoel Tobias · 21e Bela | Spectateurs : 7 150 Arbitrage : Rossi & Lastrucci | Spectateurs : 7 150 Arbitrage : Rossi & Lastrucci |
| Denisov (it) - Yeryomenko 36e, Verižnikov (it), Alekberov (it), Tkachuk (it), Markin (it), Gorin (it), Bely (it), Chugunov (it) | Équipes                                             | Barbosa - Julio, Bela 36e, Manoel Tobias, Adriano, Ortiz, Jorginho, Vaguinho (it), Vandré |                              | Spectateurs : 7 150 Arbitrage : Rossi & Lastrucci | Spectateurs : 7 150 Arbitrage : Rossi & Lastrucci |